# Juan Alberto Merlos
Juan Alberto Merlos (* 25. Mai 1945 in Mar del Plata; † 19. Juni 2021) war ein argentinischer Radrennfahrer.

## Sportliche Laufbahn
Merlos war im Straßenradsport und im Bahnradsport aktiv. Er war Teilnehmer der Olympischen Sommerspiele 1964 in Tokio. Er bestritt mit dem Vierer Argentiniens die Mannschaftsverfolgung. Das Team mit Carlos Miguel Álvarez, Ernesto Contreras, Juan Alberto Merlos und Alberto Trillo belegte den 5. Platz.
1968 startete er bei den Sommerspielen in Mexiko-Stadt. In der Mannschaftsverfolgung schied Argentinien in der Besetzung Ernesto Contreras, Juan Alberto Merlos, Roberto Breppe und Carlos Miguel Álvarez in der Qualifikation aus. In der Einerverfolgung schied er in der Qualifikation aus. Auch im Straßenradsport war er am Start. Im Mannschaftszeitfahren kam das Team mit Juan Alberto Merlos, Carlos Miguel Álvarez, Roberto Breppe und Ernesto Contreras auf den 7. Rang.
1968 gewann er bei den UCI-Bahn-Weltmeisterschaften in der Mannschaftsverfolgung die Silbermedaille mit Ernesto Contreras, Juan Alves und Carlos Miguel Álvarez. Bei den Panamerikanischen Spielen 1967 gewann er die Goldmedaille in der Mannschaftsverfolgung und Silber in der Einerverfolgung.